# Hertogin van Drenthe

De Hertogin van Drenthe zoals afgebeeld op het provinciewapen

Met Onze Lieve Vrouwe de Hertogin van Drenthe wordt een Mariakapel aangeduid waaraan sinds 1951 een bijzondere devotie verbonden is. De kapel staat op het terrein van de parochiekerk van de heilige Willehadus in Emmer-Compascuum.
In de jaren veertig namen 24 soldaten uit Emmer-Compascuum deel aan de politionele acties in Nederlands-Indië. De bewoners beloofden een kapel te bouwen als deze mannen ongeschonden uit het verre oosten zouden terugkeren. Dit gebeurde inderdaad, en in 1951 kon de kapel worden ingezegend. Heel het bouwproject werd door de gelovigen zelf bekostigd. Het ontwerp kwam van de Groninger architect H.J. Bakx. Het genadebeeld in de kapel is een afbeelding van Maria zoals ze staat afgebeeld in het wapen van de provincie Drenthe. De kapel werd gebouwd van middeleeuwse kloostermoppen afkomstig van het (toen in verval zijnde) kruisherenklooster in Ter Apel.
In de jaren vijftig van de twintigste eeuw waren er geregeld georganiseerde bedevaarten naar Emmer-Compascuum, maar in de jaren zestig raakte de devotie in onbruik. De Mariaverering werd in 1987 nieuw leven ingeblazen door pastoor B.J.M. van den Barselaar o.f.m. Sinds die tijd is het een regionale Mariabedevaart voor Zuidoost Drenthe, eenmaal per jaar gehouden op de laatste zondag in Mei.
In veel katholieke huishoudens in Drenthe treft men gipsen kopieën van de Hertogin van Drenthe aan, die tot in de jaren negentig van de twintigste eeuw aan de kerk te koop waren.